# 张驭寰
张驭寰（1926年9月27日—），男，吉林舒兰人，中国古代建筑史学专家。多年来一直从事中国古代建筑史与古代建筑的研究工作，对中国寺院建筑、塔、元代木构、城池做过大量的实地考察，有着深入的研究。现为中国科学院自然科学研究所研究员。

## 生平
张驭寰六岁进入私学馆，七岁进私塾读书。高小毕业后，在1941年通过考试入读吉林省第五国民高等学校建筑科，1945年又考入东北大学工学院建筑系，1951年毕业并留校任教。后来张驭寰调动工作，从沈阳调到大连，后来到北京的中央人民政府重工业部设计司上班。1953年，张驭寰本想报考清华大学建筑系著名建筑学家梁思成的研究生，但是，梁思成看到他的简历后，决定把他调入中国科学院与清华大学建筑系联合新建的“中国古代建筑理论与历史研究室”。1956年至1958年期间，张驭寰担任梁思成的助手，协助他创办中国科学院与清华大学合办的“中国古代建筑理论与历史研究室”。1968年张驭寰借调进入中国科学院自然科学史研究所，1973年正式调入。
2011年10月，近85岁高龄的张驭寰加入中国共产党。

## 主要著作
- 《中国名塔》 中国旅游出版社 1984年
- 《吉林民居》 中国建筑工业出版社 1985年
- 《古建筑勘查与探究》 江苏古籍出版社 1988年
- 《中国古代建筑欣赏》 北京出版社 1988年
- 《中国古塔精萃》 科学出版社 1988年
- 《中华古建筑》 中国科学技术出版社 1990年
- 《中国古建筑百问》 中国档案出版社 2000年
- 《中国塔》 山西人民出版社 2000年
- 《中国古建筑文化之旅：山西·内蒙古》 知识产权出版社 2002年
- 《中国城池史》百花文艺出版社 2003年